# Xuan od Qija
Kralj Xuān od Qija (kineski 齊宣王; pinyin Qí Xuān Wáng) (? – 301. prr. Kr.) bio je vladar Qija u drevnoj Kini.
Rođen je kao princ Tian Bijiang (田辟疆), sin kralja Weija od Qija (齊威王), kojeg je naslijedio 320. prije nove ere.
Kralj Xuan je imao sina Dija, koji ga je naslijedio nakon smrti kao Min.
Filozof Mencije dao je savjet kralju Xuanu.
| Prethodnik: | kralj Qija | Nasljednik: |
| Wei od Qija | kralj Qija | Min od Qija |